# Comuna Bronka, Irșava
Bronka (în ucraineană Бронька) este o comună în raionul Irșava, regiunea Transcarpatia, Ucraina, formată din satele Bronka (reședința) și Suha.

## Demografie
Componența lingvistică a comunei Bronka
     Ucraineană (99,11%)
     Alte limbi (0,86%)
Conform recensământului din 2001, majoritatea populației comunei Bronka era vorbitoare de ucraineană (99,11%), existând în minoritate și vorbitori de alte limbi.